# Chalūnak
Chalūnak (persiska: چلونک, Chilūnak) är en ort i Iran.   Den ligger i provinsen Khorasan, i den östra delen av landet, 700 km öster om huvudstaden Teheran. Chalūnak ligger 1 472 meter över havet och antalet invånare är 383.
Terrängen runt Chalūnak är platt åt nordost, men åt sydväst är den kuperad. Terrängen runt Chalūnak sluttar norrut.Runt Chalūnak är det glesbefolkat, med 12 invånare per kvadratkilometer. Närmaste större samhälle är Shūshūd, 16,8 km sydost om Chalūnak. Trakten runt Chalūnak är ofruktbar med lite eller ingen växtlighet.